# Breaking Bad
Breaking Bad es una serie de televisión estadounidense que se emitió entre 2008 y 2013, creada y producida por Vince Gilligan. Narra la historia de Walter White (Bryan Cranston), un profesor de química con problemas económicos a quien le diagnostican un cáncer de pulmón inoperable. Para pagar su tratamiento y asegurar el futuro económico de su familia, comienza a cocinar y vender metanfetamina junto con Jesse Pinkman (Aaron Paul), un antiguo alumno suyo. La serie, ambientada y producida en Albuquerque (Nuevo México), se caracteriza por sus escenarios desérticos y por la tendencia en la historia de poner a sus personajes en situaciones que aparentemente no tienen salida, lo que llevó a que su creador la describa como un wéstern contemporáneo.
La serie se estrenó el 20 de enero de 2008 y es una producción de Sony Pictures Television. En Estados Unidos y Canadá se emitió por la cadena AMC. La temporada final se dividió en dos partes de ocho episodios cada una y se emitió en el transcurso de dos años; la primera mitad se estrenó el 15 de julio de 2012 y concluyó el 2 de septiembre de 2012, mientras que la segunda mitad se estrenó el 11 de agosto de 2013 y concluyó el 29 de septiembre del mismo año, con un final altamente satisfactorio para los seguidores y la crítica.
Breaking Bad ha sido aclamada con entusiasmo por buena parte de la crítica y del público y está considerada como una de las mejores series televisivas de todos los tiempos. En 2013, Breaking Bad fue uno de los programas de televisión por cable más vistos en los Estados Unidos: la audiencia de la segunda mitad de la quinta temporada duplicó a la de la primera.
La serie logró obtener tres años consecutivos el premio a la mejor serie por parte de los Premios WGA y ha ganado dieciséis premios Primetime Emmy, incluyendo cuatro galardones para Bryan Cranston en la categoría de mejor actor; tres para Aaron Paul al mejor actor de reparto; dos para Anna Gunn como mejor actriz de reparto; y otros dos como mejor serie dramática después de tres nominaciones. La serie también fue nominada a los premios Globo de Oro como mejor serie dramática y Cranston recibió tres nominaciones a mejor actor, además de cuatro ternas más en los premios del Sindicato de Actores en la misma categoría; en 2013 se alzó con el premio. En ese mismo año, el Gremio de Guionistas de los Estados Unidos nombró a Breaking Bad como la decimotercera serie mejor guionada de todos los tiempos. En septiembre, fue incorporada al Libro Guinness de los récords como la serie mejor valorada de la historia, con una puntuación de 99 sobre 100 en Metacritic en su quinta temporada. Stephen King la calificó como la mejor serie de televisión de la historia.
En 2015 se estrenó Better Call Saul, una serie derivada que sirve también de precuela, centrada en el personaje del abogado Saul Goodman. En 2019 se estrenó la película El Camino, epílogo de la serie que sirve de cierre para el personaje de Jesse Pinkman.

## Argumento
Walter White (Bryan Cranston) es un frustrado profesor de química en un instituto, padre de un joven discapacitado y con su esposa Skyler (Anna Gunn) embarazada. Además, trabaja en un lavadero de vehículos por las tardes. Cuando le diagnostican un cáncer pulmonar terminal se plantea qué pasará con su familia cuando él muera. En una redada de la DEA, a la cual es invitado por su cuñado, el agente Hank Schrader (Dean Norris), Walt reconoce a un antiguo alumno suyo, Jesse Pinkman (Aaron Paul), a quien contacta para fabricar y vender metanfetamina y así asegurar el bienestar económico de su familia. Pero el acercamiento al mundo de las drogas y el trato con traficantes y mafiosos contamina la personalidad de Walter, el cual va abandonando poco a poco su personalidad recta y predecible para convertirse en alguien sin demasiados escrúpulos cuando se trata de conseguir lo que quiere.

## Producción

### Concepción
Breaking Bad fue creada por Vince Gilligan, quien previamente había trabajado como guionista en la serie The X Files, de Fox. Gilligan quería crear una serie en la que el protagonista se convirtiera en el antagonista. En una entrevista, dijo: «Históricamente, en la televisión los guionistas se esfuerzan por mantener a los personajes siempre iguales durante años o incluso décadas. Cuando noté esto, el siguiente paso lógico era pensar en cómo podría hacer un programa cuyo principal tema fuese el cambio». Añadió que su objetivo era transformar a Walter White de un Mr. Chips a un Scarface. El concepto surgió durante una conversación entre Gilligan y su colega guionista Thomas Schnauz, quienes, bromeando, dijeron que si se quedasen sin trabajo, la solución sería «armar un laboratorio de metanfetamina dentro de un vehículo de recreación e ir por todo el país cocinando cristales y ganando dinero».
Gilligan dijo que es difícil escribir diálogos para Walter White porque el personaje es muy oscuro y de moral cuestionable: «Voy a extrañar el programa cuando haya terminado, pero en cierta forma será un alivio quitarme a Walt de la cabeza». Más tarde, Gilligan dijo que la idea para el personaje de Walter le intrigó tanto que no se detuvo a pensar demasiado en cuán aceptado sería por el público, y declaró que la serie podría haber tenido problemas para ser aceptada por una cadena televisiva debido a que la historia es tan «extraña y oscura». A medida que fue transcurriendo la serie, Gilligan y los demás guionistas de Breaking Bad fueron convirtiendo a Walter en una persona cada vez más indolente. Gilligan dijo: «Está pasando de ser un protagonista a un antagonista. Queremos que las personas se cuestionen a quién están apoyando, y por qué». Cuando promediaba la cuarta temporada de la serie, Cranston dijo: «Creo que Walt se dio cuenta de que es mejor perseguir que ser perseguido. Está bien encaminado para ser un cabrón». Gilligan define el título de la serie, breaking bad (en español, «volverse malo») como «causar problemas».
Cuando aún no había presentado la idea para la serie, Gilligan se desalentó al descubrir la existencia de Weeds y su parecido con la premisa de Breaking Bad. Aunque sus productores lo convencieron de que el programa sería lo suficientemente distinto como para tener éxito, más tarde dijo que no habría continuado con la idea si hubiese conocido Weeds antes.

### Desarrollo
AMC ordenó nueve episodios para la primera temporada (incluyendo el piloto), pero la huelga de guionistas en Hollywood de 2007-2008 limitó la producción a siete episodios. En las primeras versiones del libreto, la serie estaba ambientada en Riverside, California, pero Sony sugirió trasladarla a Albuquerque debido a que el estado de Nuevo México ofrecía condiciones financieras favorables. Además, según Gilligan, si hubiesen continuado en California, no tendrían que haber estado evitando la sierra de Sandía cada vez que hicieran tomas hacia al este. La serie está filmada en el formato película de 35 mm y producirla cuesta tres millones de dólares por episodio, un costo más alto que el promedio de un programa de cable.
En julio de 2011, Vince Gilligan dijo que la quinta temporada sería la última para Breaking Bad. En agosto de 2011, comenzaron las negociaciones para la quinta temporada entre la cadena AMC y Sony Pictures Television, la productora de la serie. AMC propuso hacer una temporada más corta (de seis a ocho episodios en vez de trece) para abaratar costos, pero los productores rechazaron la propuesta y se acercaron a otras cadenas para ofrecerles el programa en el caso de que no llegasen a un acuerdo. El 14 de agosto de 2011, AMC renovó la serie por dieciséis episodios más.

### Selección del reparto
Gilligan eligió a Bryan Cranston para el papel del protagonista Walter White tras haber trabajado con él en el episodio «Drive» de The X-Files, en el que interpretó a un antisemita con una enfermedad terminal que hace un secuestro. El guionista dijo que el personaje debía ser a la vez repugnante y simpático, y vio en Cranston «al único actor que podía hacer eso. Es un truco. No tengo idea de cómo lo hace». Los ejecutivos de AMC, que inicialmente se mostraron reacios con la elección del reparto, conociendo al actor solo por su rol de Hal en la comedia Malcolm in the Middle, contactaron con John Cusack y Matthew Broderick para saber si estaban interesados en el papel. Cuando ambos se negaron a participar, los ejecutivos finalmente se convencieron de elegirlo después de ver su participación en X-Files.
Cranston contribuyó significativamente a la formación y desarrollo de la personalidad de su personaje; cuando Gilligan dejó gran parte del pasado de Walter sin explicación, el actor se dio a la tarea de escribir él mismo la historia. Para reflejar el declive personal requerido por el guionista, engordó 4.5 kg y se tiñó de marrón los reflejos rojos de su cabello. A su vez, colaboró con la diseñadora de vestuario Kathleen Detoro en un guardarropa de colores verde y marrón en su mayoría neutros para hacerlo parecer suave y anodino, al tiempo que trabajó con la maquilladora Frieda Valenzuela para crear un bigote que describió como «impotente», algo así como una «oruga muerta». De igual manera, a lo largo del trascurso de la serie, el actor identificó repetidamente elementos en ciertos guiones en los que no estaba de acuerdo con la forma en que se manejaba el personaje, al punto de interpelar a Gilligan directamente cuando no era capaz de resolver los desacuerdos con los guionistas. Por otro parte, en una entrevista para The New York Times dijo que se inspiró en parte en su anciano padre por la forma en que Walter se comporta físicamente, que describió como «un poco encorvado, nunca erecto, [como si] el peso del mundo estuviera sobre su hombros».
La elección de Aaron Paul para Jesse Pinkman también fue cuestionada, pues, según los ejecutivos de AMC, era demasiado mayor y parecido a un «niño bonito» como para asociarlo con el negocio de la metanfetamina. Sin embargo, Gilligan reconsideró las habilidades del actor tras ver su audición y recordar que había participado como estrella invitada en el episodio «Lord of the Flies» de The X-Files. Asimismo, el guionista originalmente tenía la intención de que Pinkman fuera asesinado al final de la primera temporada en un negocio de drogas fallido como parte de la trama para cargar a Walter White con la culpa, pero quedó tan impresionado, dijo, después del comienzo de la segunda temporada, que «desde el principio quedó bastante claro que sería un gran y colosal error matar a Jesse». Del mismo modo, Dean Norris, quien había demostrado su capacidad para ser un agente de la ley en el episodio «F. Emasculata» de The X-Files, se desempeñó como Hank Schrader, el cuñado de Walter y miembro de la DEA.

### Precisión científica
Donna Nelson, una profesora de química orgánica de la Universidad de Oklahoma, verifica los libretos y sugiere diálogos. También diseñó estructuras químicas y escribió ecuaciones que se usaron como elementos de utilería. Según el productor y creador Vince Gilligan, «la Dra. Donna Nelson de la Universidad de Oklahoma se acercó a nosotros hace varias temporadas y nos dijo que le gustaba mucho el programa, y que si alguna vez necesitábamos ayuda con los temas de química, le encantaría ayudar. Ha sido una consejera maravillosa. Cada vez que la necesitamos nos ayuda, ya sea con temas de química, ingeniería eléctrica o física. Intentamos que todo sea correcto. No tenemos un consejero a tiempo completo en el set, pero hay varias escenas que primero corroboramos con los expertos». Los productores también consultan a un químico de la DEA de Dallas para que los ayude con la terminología policial.
En 2013, el programa Mythbusters emitió un especial dedicado a Breaking Bad donde puso a prueba dos escenas de la primera temporada: cuando Jesse desintegra del cuerpo de su antiguo compañero Emilio Koyama con ácido y cuando Walt hace explotar la oficina del narcotraficante Tuco Salamanca con mercurio. Pese a que hubo varias modificaciones a lo que se vio en pantalla, ambos mitos fueron refutados.

## Elenco y personajes

### Principal

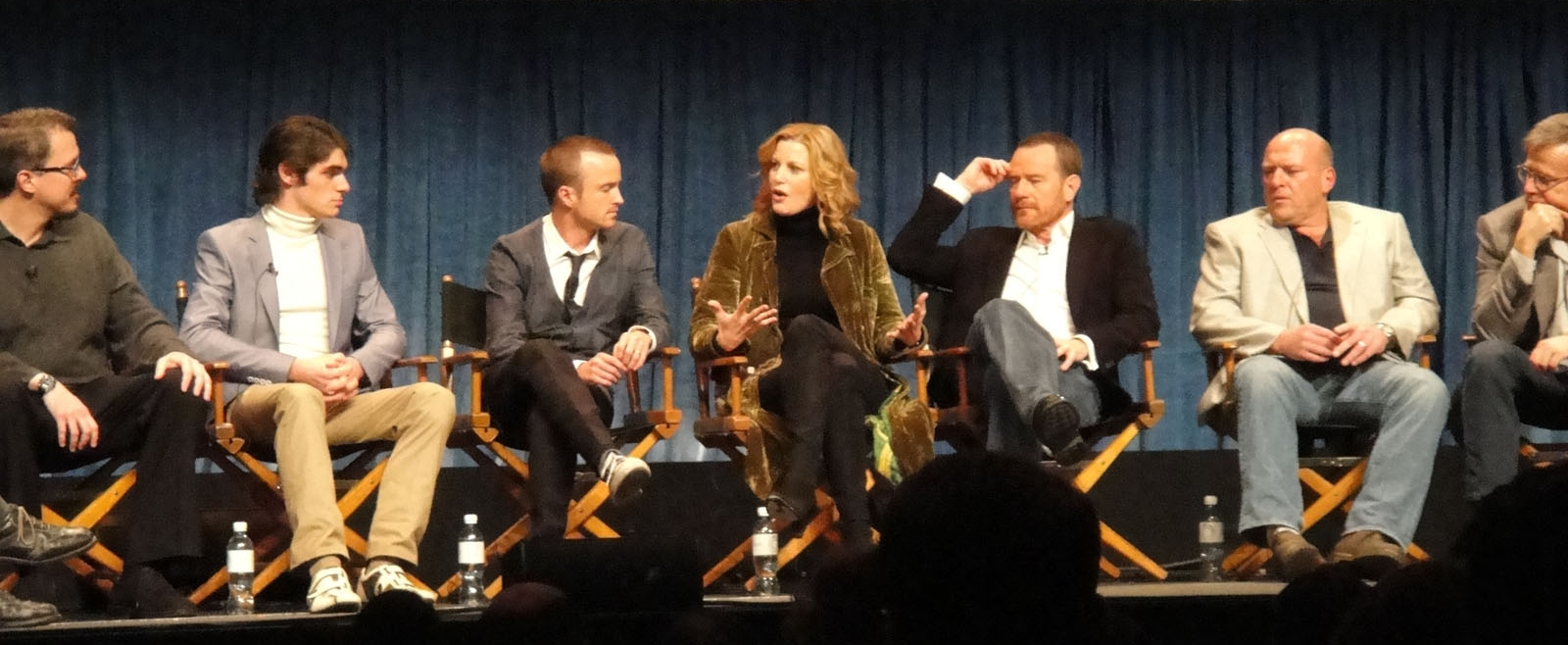
El elenco de Breaking Bad, en PaleyFest, 2010.

- Bryan Cranston como Walter White / Heisenberg, un químico y profesor de química de Albuquerque, Nuevo México, que, tras ser diagnosticado con cáncer de pulmón inoperable, decide empezar a fabricar metanfetamina para poder mantener a su familia.[46]
- Anna Gunn como Skyler White, la esposa de Walter y madre de Walter Jr. y Holly. Ha tenido múltiples trabajos o actividades para obtener dinero: escribiendo historias cortas, vendiendo objetos en eBay, trabajando como contable en Beneke Fabricators y ayudando a Walt con el lavado de dinero. Skyler quiere mucho a Walter, pero su matrimonio comienza a tener problemas, debido a sus ausencias y su comportamiento extraño.[47]
- Aaron Paul como Jesse Pinkman, el compañero de Walter White en el tráfico de metanfetamina. Era un estudiante que prestaba poca atención a las clases de química de su profesor, el propio Walter. Años después, se dedican juntos al tráfico de droga.[48]
- Dean Norris como Hank Schrader, el marido de Marie Schrader y agente especial a cargo de las oficinas de la DEA en Albuquerque. Hombre enérgico y bullicioso, Hank es además cuñado de Walter White. A pesar de que es un agente extremadamente competente y de que realmente se preocupa por Marie, Walter, Skyler y Walter Jr., a menudo logra que su estilo lo mantenga aislado del peligro al que se expone diariamente. Comienza a trabajar en el caso referente a «Heisenberg», el traficante de una rara metanfetamina color azul.
- Betsy Brandt como Marie Schrader, la hermana de Skyler y esposa de Hank. Aconseja constantemente a los demás, pero es incapaz de aplicarse sus propios consejos. Ha sufrido de cleptomanía, lo cual le ha traído problemas con la ley y su familia.
- RJ Mitte como Walter White, Jr., el hijo adolescente de Walter y Skyler. Nació con parálisis cerebral, lo cual le provoca algunos problemas para hablar y dificultades motrices para caminar, por lo que usa muletas.
- Bob Odenkirk como Saul Goodman (recurrente: temporada 2; principal: temporadas 3-5): un abogado corrupto de un centro comercial que representa a Walt y Jesse.
- Giancarlo Esposito como Gus Fring (recurrente: temporada 2; principal: temporadas 3-4), un respetado filántropo chileno que vive en Albuquerque y es dueño de una exitosa cadena de restaurantes, Los Pollos Hermanos, utilizada como fachada para una red de distribución de metanfetamina en el suroeste de Estados Unidos.
- Jonathan Banks como Mike Ehrmantraut (invitado: temporada 2; principal: temporadas 3-5: parte 1), el principal secuaz de Gus Fring en su imperio de drogas. También es socio de Saul Goodman, para quien trabaja en diversas ocasiones como investigador privado y para resolver diversos problemas. Es un hombre de familia que hace lo que hace por su nieta Kaylee.
- Laura Fraser como Lydia Rodarte-Quayle (recurrente: temporada 5: parte 1; principal: temporada 5: parte 2), una alta ejecutiva de Madrigal Electromotive y exsocia de Gus Fring. A regañadientes comienza a suministrar metilamina a Walt y a Jesse. Posteriormente, ayuda a Walt a ampliar sus operaciones en el extranjero.
- Jesse Plemons como Todd Alquist (recurrente: temporada 5: parte 1; principal: temporada 5: parte 2), un empleado de Vamonos Pest que asiste a Walt y Jesse en su refundación del negocio de fabricación de metanfetamina.

### Secundarios
- Steven Michael Quezada como Steve Gómez, el compañero de Hank en la DEA. Hank y el resto del equipo le llaman cariñosamente «Gomey».
- Matt L. Jones como Brandon «Badger» Mayhew, amigo drogadicto de Jesse y socio.
- Charles Baker como Skinny Pete, otro amigo drogadicto de Jesse y también socio de negocios.
- Rodney Rush como Christian «Combo» Ortega (temporadas 1-2; invitado: temporada 3), otro amigo de Jesse y socio.
- Raymond Cruz como Tuco Salamanca (temporada 1; invitado: temporada 2), un demencial especialista en drogas mexicano, que se convierte en el distribuidor de metanfetanima de Jesse y Walter. Es imprevisible y propenso a arrebatos violentos, pero respeta a Walt por su producto superior, inteligencia y agallas.
- Carmen Serano como Carmen Molina (temporadas 1-3; invitada: temporada 5), es la directora del colegio donde trabaja Walter.
- Mark Margolis como Héctor «Tío» Salamanca (temporadas 2-4), el pintoresco tío de Tuco Salamanca. Está postrado en una silla de ruedas, no puede hablar, se comunica con un timbre.
- Krysten Ritter como Jane Margolis (temporada 2; invitada: temporada 3), novia de Jesse, adicta a la heroína y en un plan de desintoxicación por presión de su padre.
- Christopher Cousins como Ted Beneke (temporadas 2-4; invitado: temporada 5), fue el jefe de Skyler en una empresa de donde ella trabajaba como contable y con quien mantuvo una breve aventura.
- John de Lancie como Donald Margolis (temporada 2; invitado: temporada 3), el padre de Jane Margolis y el causante del accidente aéreo.
- Michael Shamus Wiles como ASAC George Merkert (temporadas 2-4; invitado: temporada 5), jefe de Hank y Gomey.
- Jeremiah Bitsui como Víctor (temporada 3; invitado: temporadas 2 y 4), primer guardaespaldas de Gus.
- David Costabile como Gale Boetticher (temporada 3; invitado: temporada 4), químico y nuevo compañero de trabajo de Walt asignado por Gus.
- Daniel y Luis Moncada como Leonel & Marco Salamanca «Los Primos» (temporada 3), dos hermanos gemelos matones y empleados de Eladio Vuente.
- Emily Rios como Andrea Cantillo (temporadas 3-5), la segunda novia de Jesse, quien también era adicta. Tiene un hijo que se llama Brock.
- Ian Posada como Brock Cantillo (temporadas 3-5), el hijo de seis años de Andrea y sobrino de Tomás.
- Ray Campbell como Tyrus Kitt (temporada 4), guardaespaldas y matón de Gus.
- Lavell Crawford como Huell Babineaux (temporadas 4-5), el guardaespaldas personal de Saul Goodman.
- Tina Parker como Francesca Liddy (temporadas 4-5; invitada: temporadas 2 y 3), recepcionista de Saul.
- Bill Burr como Patrick Kuby (temporadas 4-5), uno de los hombres de Saúl que hace varios trabajos sucios.
- Michael Bowen como Jack Welker (temporada 5), el tío de Todd, líder de un grupo de neonazis que, además de perseguir sus propios intereses, suele hacer trabajos recibiendo encargos de otros.
- Kevin Rankin como Kenny (temporada 5), colíder de Jack.
- Robert Forster como Ed Galbraith (temporada 5), dueño de una tienda de aspiradoras que a su vez tiene un negocio clandestino que ayuda a huir a personas que se encuentran en problemas.
- Jessica Hecht como Gretchen Schwartz (invitada: temporadas 1-2 y 5), la antigua asistente de química de Walter en la universidad, posee la mitad de la compañía Gray Matter («materia gris») junto a su marido Elliott, una exitosa compañía farmacéutica. Aparentemente, tuvo un interés romántico por Walt.
- Adam Godley como Elliott Schwartz (invitado: temporadas 1 y 5), el antiguo compañero en ciencias de Walter, mitad dueño de la compañía Gray Matter, cofundador de la misma junto con Walter White y marido de Gretchen.
- Julia Minesci como Wendy (invitada: temporadas 1-3), una prostituta de la ciudad.
- Steven Bauer como Don Eladio Vuente (invitado: temporada 4), narcotraficante y exjefe de Héctor Salamanca y Gus Fring.

### Doblaje al español
| Personaje                 | Actor original     | Voz Española       |
| ------------------------- | ------------------ | ------------------ |
| Walter White / Heisenberg | Bryan Cranston     | Miguel Ayones      |
| Skyler White              | Anna Gunn          | Ana María Marí     |
| Jesse Pinkman             | Aaron Paul         | Alejandro Martínez |
| Hank Schrader             | Dean Norris        | Carlos Ysbert      |
| Marie Schrader            | Betsy Brandt       | Pepa Castro        |
| Walter White, Jr.         | RJ Mitte           | Fernando Cabrera   |
| Saul Goodman              | Bob Odenkirk       | Paco Vaquero       |
| Gus Fring                 | Giancarlo Esposito | Manuel Bellido     |
| Mike Ehrmantraut          | Jonathan Banks     | Julio Sanchidrián  |
| Lydia Rodarte-Quayle      | Laura Fraser       | Inés Blázquez      |
| Todd Alquist              | Jesse Plemons      | Aitor González     |

## Temporadas
Breaking Bad consta de cinco temporadas, emitidas desde enero de 2008 hasta septiembre de 2013. La primera temporada de la serie iba a constar de trece episodios, pero debido a la huelga de guionistas de Hollywood se vio reducida a siete. Su episodio piloto fue emitido por primera vez el 20 de enero de 2008 y la temporada finalizó el 9 de marzo de 2008, con el episodio «A No-Rough-Stuff-Type Deal».
La segunda temporada constó de trece episodios; comenzó el 8 de marzo de 2009 con el episodio titulado Seven Thirty-Seven y finalizó el 31 de mayo de 2009 con el episodio ABQ. La tercera temporada, por su parte, constó también de trece episodios, emitidos desde el 21 de marzo de 2010 (con el episodio «No más») y hasta el 13 de junio de 2010 con el episodio «Full Measures».
La cuarta temporada, también de trece episodios, se estrenó el 17 de julio de 2011 con el episodio Box Cutter y finalizó el 9 de octubre de 2011 con el episodio Face Off, como fue anunciada por la cadena de televisión AMC. AMC anunció el 14 de agosto de 2011 que en 2012 se estrenaría la quinta y última temporada de Breaking Bad y que constaría de dieciséis capítulos. Esta temporada está dividida en dos entregas, cada una de ocho episodios. La primera mitad se estrenó el 15 de julio de 2012 y la segunda, el 11 de agosto de 2013.
| Temporada | Temporada | Episodios | Episodios | Emisión original      | Emisión original         | Emisión original |
| Temporada | Temporada | Episodios | Episodios | Primera emisión       | Última emisión           | Cadena           |
| --------- | --------- | --------- | --------- | --------------------- | ------------------------ | ---------------- |
|           | 1         | 7         | 7         | 20 de enero de 2008   | 9 de marzo de 2008       | AMC              |
|           | 2         | 13        | 13        | 8 de marzo de 2009    | 31 de mayo de 2009       | AMC              |
|           | 3         | 13        | 13        | 21 de marzo de 2010   | 13 de junio de 2010      | AMC              |
|           | 4         | 13        | 13        | 17 de julio de 2011   | 9 de octubre de 2011     | AMC              |
|           | 5         | 16        | 8         | 15 de julio de 2012   | 2 de septiembre de 2012  | AMC              |
|           | 5         | 16        | 8         | 11 de agosto de 2013  | 29 de septiembre de 2013 | AMC              |
|           | Película  | Película  | Película  | 11 de octubre de 2019 | 11 de octubre de 2019    | Netflix          |

### Primera temporada (2008)
Walter White (Bryan Cranston), un profesor de química de instituto, se entera de que tiene un cáncer pulmonar avanzado e inoperable. Días más tarde, cuando acompaña a su cuñado de la DEA Hank (Dean Norris) a una redada, ve a un antiguo alumno suyo, Jesse Pinkman (Aaron Paul), escapando de un laboratorio de metanfetamina casero. Más tarde, contacta a Jesse y decide asociarse con él para combinar sus habilidades y producir y distribuir metanfetamina. Walter dice que quiere darle estabilidad financiera a su esposa embarazada, Skyler (Anna Gunn) y a su hijo discapacitado, y, además, pagar su costoso tratamiento para el cáncer. Durante los primeros días de su nueva vida como productores de droga, tienen varios conflictos con los vendedores locales. Walt continúa con el negocio pese a estas dificultades bajo el seudónimo «Heisenberg».
La primera temporada completa fue lanzada en DVD en la Región 1 el 24 de febrero de 2009 y en blu-ray el 16 de marzo de 2010.

### Segunda temporada (2009)
Walter sigue lidiando con las costosas cuentas médicas a pagar por su tratamiento contra el cáncer y, pese a haber enfrentado grandes dificultades cuando cocinaba metanfetamina con Jesse, acepta continuar con el negocio. Los dos siguen produciendo droga pero tienen varios problemas: Badger (Matt L. Jones), amigo de Jesse, es arrestado después de que un policía se hace pasar por un comprador. Walter contrata un abogado, Saul Goodman (Bob Odenkirk), para ayudar a Badger. Walter y Jesse llevan un vehículo recreacional al desierto y cocinan sin parar durante cuatro días. Más tarde, Combo, otro de los amigos y distribuidores de Jesse, es asesinado por una banda rival por vender droga en su territorio. Saul sugiere que busquen otra manera de vender sus productos. Mientras todo esto ocurre, Jesse comienza una relación con su vecina y casera, Jane (Krysten Ritter), una joven en plena recuperación de su adicción a las drogas. Tras enterarse de que Jesse consume, Jane recae y ambos comienzan a usar heroína. Walt encuentra un nuevo socio de negocios, Gus Fring (Giancarlo Esposito), quien está dispuesto a pagar 1,2 millones de dólares por las 38 libras de metanfetamina que produjeron en sus cuatro días en el desierto. Walter, con un escaso margen de tiempo, le lleva el producto a Gus pero se pierde el nacimiento de su hija. Walt le quita a Jesse su mitad del dinero porque sabe que lo gastará en heroína, pero Jane lo descubre y empieza a chantajearlo. Walt visita la casa de Jesse y ve a ambos drogados e inconscientes tirados en la cama. Jane comienza a vomitar boca arriba, ahogándose con su propio vómito; Walt no hace nada para salvarla y la deja morir. Al final de la temporada, Skyler enfrenta a Walter por sus frecuentes ausencias y excusas, descubre su vida secreta y exige que se separen. Al mismo tiempo, el padre de la fallecida Jane, un controlador aéreo, queda alterado psiquiátricamente por la muerte de su hija y causa el choque de dos aviones de pasajeros en Albuquerque.
La segunda temporada completa fue lanzada en DVD en la Región 1 y en blu-ray en la Región A el 16 de marzo de 2010.

### Tercera temporada (2010)
Walter desea reunirse con su familia, pero Skyler todavía sospecha de su segunda vida. Walt cree que puede solucionar la tensión que hay entre ellos confesándole que ha estado produciendo metanfetamina; sin embargo, Skyler queda sorprendida por la confesión y exige un divorcio formal. Mientras tanto, Gus le ofrece a Walt tres millones de dólares por tres meses de su trabajo, además de un laboratorio completo y un brillante asistente, Gale (David Costabile). Jesse sigue produciendo y vendiendo metanfetamina por su cuenta, mientras Hank trabaja con la DEA para investigar a Jesse y poco a poco junta evidencias para poder arrestarlo. Jesse amenaza con entregar a Walt a la policía si es arrestado, pero este le ofrece el trabajo de Gale en el laboratorio. Después de obtener el trabajo, Jesse comienza a robar cristales del laboratorio y a venderlos en secreto por su cuenta. Además, comienza una relación con Andrea, a quien conoce en un grupo de rehabilitación y cuyo hermano, de once años de edad, había sido obligado a matar a Combo. Jesse decide vengar a Combo y matar a los criminales que habían hecho que el niño lo matara, quienes, a su vez, estaban bajo las órdenes de Gus. Walt ayuda a Jesse a librarse de la ira de Gus, pero este comienza a perder la confianza en Walt, por lo que le pide a Gale que maneje el laboratorio él solo y ordena a sus secuaces que asesinen a Walt y Jesse. Cuando los secuaces de Gus lo secuestran, Walt le dice a Jesse por teléfono que asesine a Gale para obligar a Gus a no matarlos a ellos, ya que, en caso de hacerlo, se quedaría sin un químico profesional para manufacturar la droga.
La tercera temporada completa fue lanzada en DVD en la Región 1 y en blu-ray en la Región A el 7 de junio de 2011.

### Cuarta temporada (2011)

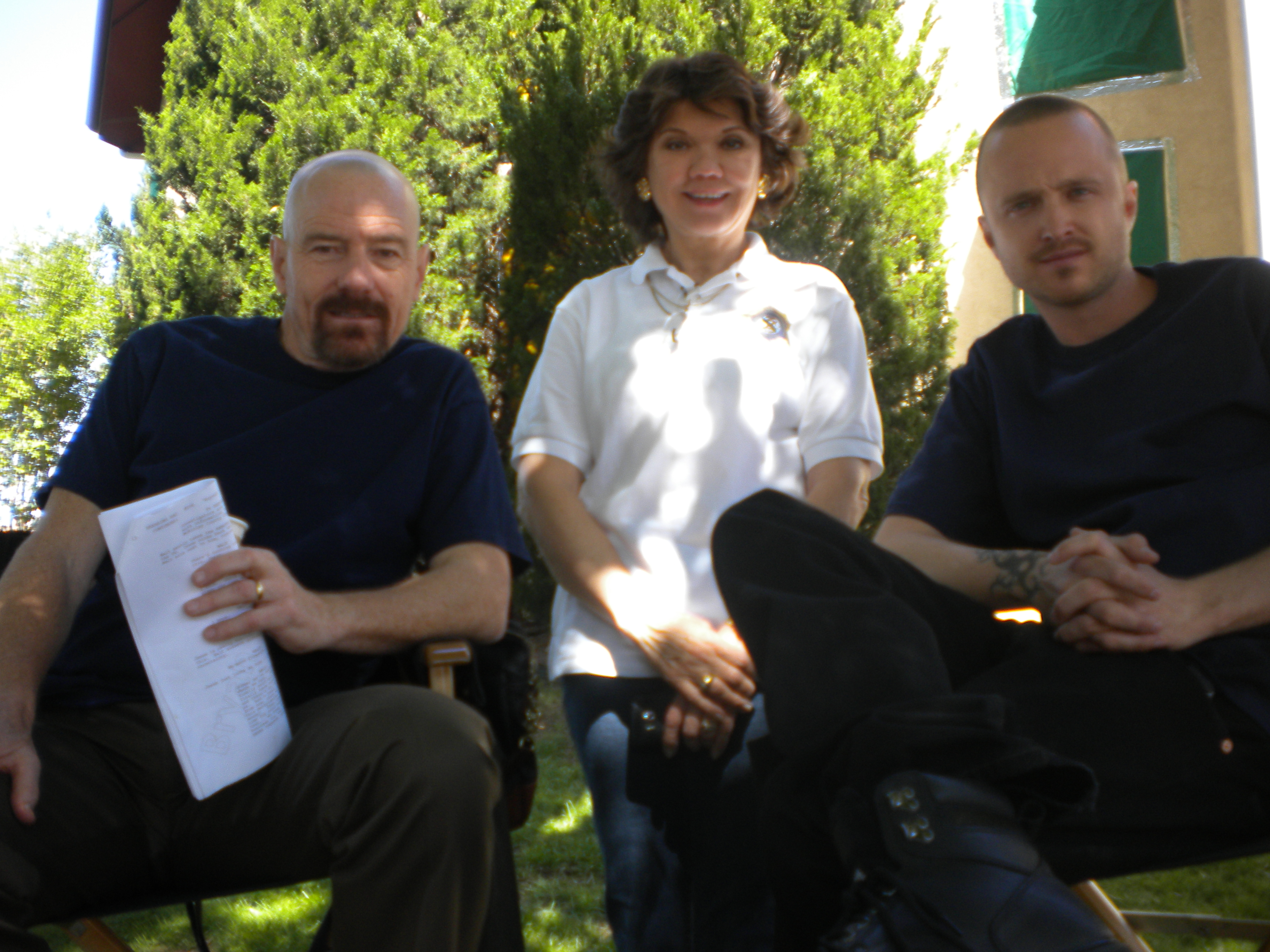
Bryan Cranston (izquierda) y Aaron Paul (derecha) durante una visita de la supervisora química de la serie, la doctora Donna Nelson de la Universidad de Oklahoma.

Jesse sigue las instrucciones de Walter y asesina a Gale. Gus decide disciplinarlos a ambos endureciendo las políticas de seguridad del laboratorio y trata de romper su amistad asignándoles trabajos separados. Mientras Walter trabaja en el laboratorio de metanfetamina, Jesse acompaña a Mike (Jonathan Banks), uno de los secuaces de Gus, a recoger pagas y servirle de apoyo. Walter y Jesse comienzan a distanciarse cada vez más y a ser más hostiles el uno con el otro. Mientras tanto, Hank, quien se está recuperando de su último enfrentamiento con el cartel mexicano, encuentra evidencias que unen a Gale con Gus. Cree que Gus es un distribuidor de drogas a gran escala y comienza a buscar evidencias tangibles para levantar cargos. Gus, al darse cuenta de que Walt es muy cercano a Hank, decide despedirlo para que no ponga el negocio en peligro y amenaza a toda su familia. Jesse y Walter dejan de lado sus diferencias y se ponen de acuerdo para asesinar a Gus: para hacerlo, convencen al antiguo criminal del cartel Héctor Salamanca para que haga explotar una bomba suicida en presencia de Gus. Héctor logra su cometido y se mata a sí mismo, a Gus y a Tyrus, su principal secuaz. Walter y Jesse, luego, destruyen el laboratorio y Walt le dice a su esposa «Gané».
Originalmente, se iban a producir mini episodios de cuatro minutos de duración antes del estreno de la cuarta temporada, pero al final no pudieron llevarse a cabo.

### Quinta temporada (2012-13)
Walter, Jesse y Mike comienzan a trabajar juntos para reanudar la producción y la distribución de metanfetamina después de la muerte de Gus Fring. Mike maneja la parte de los negocios mientras que Walt y Jesse trabajan con un equipo de fumigadores de casas para cocinar metanfetamina en casas cerradas por fumigación. Pese al nuevo modelo del negocio, Hank y la DEA logran identificar a nueve prisioneros y a un abogado que tiene lazos potencialmente criminales con Mike. Walt asesina a Mike y luego contrata a una banda de neonazis para que asesine a los informantes que estaban en prisión. Sin la intervención de la DEA, Walter logra reunir ochenta millones de dólares antes de decidir su retiro.

## Spin-off

### Better Call Saul(2015)
En abril de 2013, se reveló que AMC y Sony estaban interesados en un spin-off de la serie que se centraría en el personaje de Saúl Goodman (Bob Odenkirk), con Gilligan y el escritor de la serie, Peter Gould. Gilligan ya había mencionado un posible spin-off centrado en Saúl Goodman en julio de 2012. En septiembre de 2013, AMC y Sony Pictures Television encargaron oficialmente la serie «Better Call Saul», que sería una precuela de Breaking Bad. Se estrenó en Estados Unidos el 8 de febrero de 2015 y un día después en Europa y Latinoamérica. Puede verse mediante el servicio de vídeo bajo demanda de Netflix (en Europa y Latinoamérica) y de Movistar Series (en España).

### Adaptación colombiana (2014)
En octubre de 2013 la comunicación corporativa Sony Pictures Televisión Latinoamérica confirmó que estaba en producción la adaptación a habla hispana de la serie, adaptada en Colombia, la serie tiene el nombre de Metástasis, el nombre de los personajes principales ha cambiado de igual manera para el público de habla hispana.
El reparto está conformado por Diego Trujillo que interpreta a Walter Blanco (Walter White en la versión original), Roberto Urbina interpreta a José Miguel Rosas (Jesse Pinkman). Sandra Reyes es Cielo, la esposa de Walter (Skyler). Julián Arango interpreta al cuñado de Walter y agente de la agencia anti narcóticos Henry Navarro (Hank).

### El Camino(2019)
El 11 de octubre de 2019 se estrenó en la plataforma Netflix la película El Camino. Protagonizada por Aaron Paul narra, a modo de epílogo, la vida de Jesse Pinkman tras los sucesos acontecidos en el final de Breaking Bad y sirve de final para la historia del personaje de Jesse Pinkman.
El rodaje se mantuvo en secreto, y finalmente fue estrenada en la gran pantalla durante la 52.ª edición del Festival de Sitges. Dirigida por el creador de la serie, Vince Gilligan, en ella aparecen otros integrantes del reparto original, así como numerosos flashbacks que permiten cerrar tramas que quedaron abiertas.

## Recepción

### Recepción de la crítica
Breaking Bad ha recibido una gran aclamación por parte de la crítica y muchos especialistas la consideran la mejor serie dramática televisiva de todos los tiempos. En el sitio Metacritic, que reúne todas las críticas especializadas, la primera temporada recibió un porcentaje de 74/100, la segunda de 85/100, la tercera de 89/100, la cuarta de 96/100 y la quinta de 99/100. El American Film Institute catalogó a Breaking Bad como una de las diez mejores series televisivas en 2010 y en 2011.
La primera temporada de la serie cosechó críticas mayormente positivas. La crítica Linda Stasi del New York Post dio una reseña positiva y alabó en especial las actuaciones de Cranston y Paul y la química entre ambos. Robert Bianco de USA Today también resaltó las actuaciones de Cranston y Paul: «Hay humor en el programa, en especial cuando Walt trata de imponerle lógica al negocio y a su tonto aprendiz, un papel que Paul hace muy bien. Pero hasta sus escenas tienen suspenso, y el dúo descubre que matar a alguien, aunque sea en defensa propia, es un trabajo feo y complicado».
La segunda temporada también recibió buenas críticas. El crítico Ken Tucker de Entertainment Weekly dijo: «Bad es una metáfora fresca de una crisis de mediana edad: el cáncer y la violación de las leyes sacan a Walt de su estupor suburbano, para experimentar la vida nuevamente, arriesgarse, exponerse al peligro y hacer cosas que no creía que fuese capaz de hacer. Nada de esto funcionaría, por supuesto, sin la feroz autonomía del ganador del Emmy Bryan Cranston como el protagonista». Tim Goodman, del San Francisco Chronicle, dijo que «Los primeros tres episodios de la segunda temporada siguen en un alto nivel, sin errores evidentes. De hecho, pareciera que la visión de Gilligan acerca de Breaking Bad, que ya probó ser exitosa, hubiese vigorizado a todos los involucrados en el proyecto. Puedes sentir la madurez y la creciente ambición de cada episodio». El novelista de terror Stephen King halagó la serie y la comparó con Twin Peaks y con la película Blue Velvet.
La tercera temporada siguió el rumbo de sus predecesoras. La revista Time proclamó «Es un drama que se quema lentamente en vez de explotar de una vez, y es mejor por ser así". Newsday declaró que Breaking Bad seguía siendo la mejor serie de la televisión y que continuaba siendo fiel a sí misma. Tim Goodman elogió el guion, las actuaciones y la cinematografía, resaltando en particular la mezcla de los paisajes desérticos con las situaciones más extrañas. Después de la emisión del capítulo final de la temporada, The A.V. Club publicó que la tercera temporada había sido «uno de los logros más dramáticos de la televisión».
La cuarta temporada fue ampliamente aclamada por la crítica. The Boston Globe calificó a la serie como un «ejercicio tenso en desastre retenido» y aclamó el trabajo de los contribuyentes a la serie. La temporada fue considerada como una de las mejores temporadas de series de televisión en el 2011 por varios críticos. Mientras que la revista Time nombró la línea de Walter White «I am the one who knocks» (Soy yo quien llama a la puerta) como una de las mejores líneas de televisión del 2011.
La quinta y última temporada fue aclamada por la crítica. Siguiendo al ocaso de la serie, la audiencia ayudó a que se popularizara Breaking Bad por medio de diferentes memes de internet así como dentro de las redes sociales. Diferentes personajes de la industria aclamaron la serie, entre ellos George R. R. Martin, escritor de la serie Canción de Hielo y Fuego, quien nombró a Walter White como «un monstruo, es un monstruo más grande que cualquiera en Poniente», haciendo énfasis en el episodio «Ozymandias» (capítulo 14) de esta temporada. Por su parte, Anthony Hopkins escribió una carta a Cranston en la que confesaba que su papel como Walter White era la mejor actuación que había visto, y de igual manera felicitó al resto de los actores en la serie. Así mismo, la canción «Baby Blue» de Badfinger con la que cerró Breaking Bad la quinta temporada, aumentó en un 4000% sus ventas en iTunes en las primeras 24 horas después de que el episodio saliera al aire.

### Premios y nominaciones
La serie ha recibido gran cantidad de premios y nominaciones a lo largo de sus cinco temporadas. En su primera temporada obtuvo cuatro nominaciones en los Premios Emmy del 2008, entre los que destaca el de mejor actor en serie dramática para Bryan Cranston y el de mejor dirección en una serie dramática para Vince Gilligan, escritor y creador de la serie, por el episodio piloto. Finalmente, la serie se llevó el primero de ellos y el de mejor montaje en una serie dramática en monocámara para Lynne Willigham.
En 2009 y 2010 obtuvo el Emmy al mejor actor en serie dramática para Bryan Cranston, y en 2010 y 2012 el Emmy al mejor actor de reparto en serie dramática para Aaron Paul. En 2013 obtuvo el premio como mejor serie de drama y Anna Gunn su primer Emmy, en la categoría de mejor actriz de reparto en serie dramática.
Y por último y como colofón, en la edición 71 de los Globos de Oro, tras estar nominados otros años, se llevaron 2 premios, el primero de ellos como mejor serie dramática y el segundo para Bryan Cranston, protagonista de la serie, como mejor actor dramático.
Pero esto no es todo, en los Satellite Awards desde el año 2008 hasta el 2014 (pendiente de resolución), han obtenido un total de 15 nominaciones, entre las cuales, se llevaron 5 de ellas. En los Screen Actors Guild Award, obtuvieron 11 nominaciones (2010-2014), ganaron 3; en los Saturn Awards (2009-2013), se llevaron 9 de las más de 20 nominaciones que obtuvieron, la mayoría de éstas, fueron para Bryan Cranston.
Seguidamente en los Television Critics Association Awards (2008-2013), de entre las 13 nominaciones, Bryan Cranston, se llevó 4 de ellas.

## Promoción en la web
La serie tiene sus propios sitios web, creados por AMC. A continuación se muestra una lista parcial de estos:
- amctv.com/shows/breaking-bad
- Save Walter White
- Better Call Saul